# Matrioshka
Una matrioshka (en ruso: матрёшка /mʌˈtrʲoʂkə/), también llamada en español muñeca rusa, es un conjunto de muñecas tradicionales rusas creadas en 1890. Su originalidad consiste en que se encuentran huecas y en su interior albergan una nueva muñeca, y esta a su vez a otra, en un número variable que puede ir desde tres hasta el número que se desee, aunque por la dificultad volumétrica, es raro que pasen de veinte. Se caracterizan por ser multicolores, pintadas a mano de madera de tilo y por la presencia de elementos decorativos en la pintura tales como jarrones o recipientes sostenidos por las muñecas. A veces las muñecas interiores son iguales entre sí, pero pueden diferenciarse en la expresión de la muñeca o en el recipiente que sostienen. La matrioshka con más muñecas de la que se tiene conocimiento posee 75 unidades.
Las matrioshkas son uno de los principales recuerdos de viaje solicitados por los turistas que visitan Rusia. Como consecuencia de ello han aumentado su variedad, traspasando sus límites tradicionales. Se pueden encontrar matrioshkas representando familias con mascotas incluidas. También se pueden encontrar matrioshkas de líderes soviéticos, futbolistas, Harry Potter, o diversos personajes populares.

## Historia

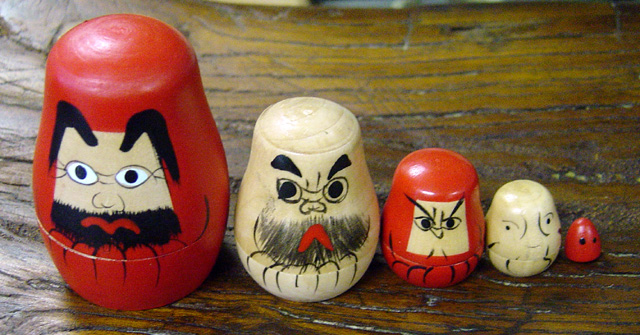
Muñecas japonesas modernas.

No está claro el origen de las matrioshkas; la primera data de 1890 y se menciona que pudieron estar inspiradas en muñecas similares traídas desde Japón. Sin embargo, el concepto de guardar objetos dentro de otros iguales ya existía en Rusia, y era aplicado a manzanas talladas en madera y a huevos de Pascua. El primer huevo Fabergé, creado en 1885, tenía incluido en el interior una yema hecha de oro y en el interior de esta una gallina y una corona.
Existen referencias que atribuyen la creación de dichas muñecas en Rusia a cargo de Serguéi Maliutin, un pintor de un taller de artesanías en Abrámtsevo (al norte de Moscú), quien vio un juego de muñecas japonesas de madera que representaba los siete dioses de la fortuna o Shichi fukujin, en el cual el dios Fukurokuju contenía en su interior las otras deidades; el juego de muñecas fue traído por Savva Mámontov, un mecenas de la época que trabajaba con Maliutin. Maliutin, que era diseñador de juguetes para niños, dibujó una reproducción del juguete al estilo ruso, que fue tallada por Vasili Zviózdochkin (Василий Звёздочкин) en un taller de juguetes de Sérguiev Posad y pintada por Serguéi Maliutin. Esta consistía en ocho muñecas de las cuales la más grande era una niña; luego las muñecas alternaban entre niño y niña hasta finalizar con una muñeca bebé.

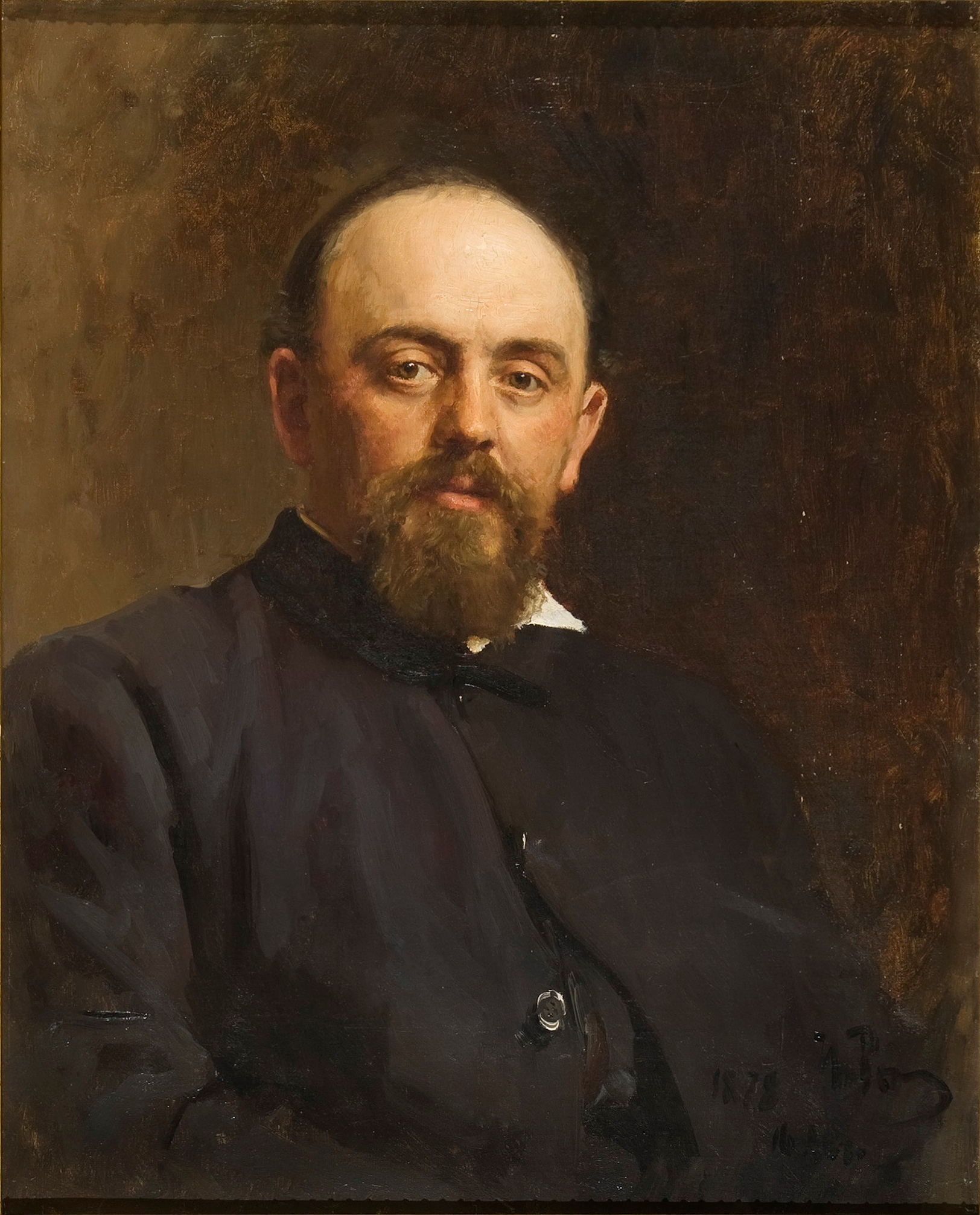
Savva Mámontov. Retrato obra de Iliá Repin (1878).

En 1900, M.A. Mámontova, la esposa de Savva Mámontov, presentó la muñeca en la Exhibición Universal de París. El juguete ganó la medalla de bronce. Después del éxito en la exposición, Mámontov se encargó de difundir la muñeca y pronto otros pueblos crearon versiones propias.
Durante la Perestroika las matrioshkas que representaban a los líderes de la Unión Soviética se volvieron una variedad común. Empezando con la más grande Mijaíl Gorbachov, luego Leonid Brézhnev, (Yuri Andrópov y Konstantín Chernenko no suelen aparecer debido a lo corto de sus mandatos), luego Nikita Jrushchov, Iósif Stalin y finalmente Vladímir Lenin. Versiones más recientes empiezan con Vladímir Putin al cual le siguen Borís Yeltsin, Gorbachov, Stalin y Lenin. Se pueden encontrar otras versiones con el presidente George W. Bush al principio, seguido del primer ministro británico Tony Blair, Sadam Huseín y con varios personajes conocidos como Los Simpson, Harry Potter o jugadores de fútbol. A una muñeca que representa a una anciana se la llama habitualmente bábushka y a la que representa a un anciano, dédushka.
Existen muchos estilos de matrioshka procedentes de Sérguiev Posad, Semiónov y Polj-Maidán, ambos en la óblast de Nizni Nóvgorod, y Kírov.

## Materiales y construcción
Las matrioshkas generalmente están hechas de madera, siendo la madera de tilo la más usada debido a su ligereza y fina textura. Los árboles que se destinan para realizar matrioshkas son cortados por el mes de abril que es cuando tienen más savia. Luego de ser cortada en bloques y procesados por al menos dos años, un maestro maderero realiza la elección de las piezas de que se servirá para la creación de las muñecas. Todas las muñecas incluidas en una matrioshka deben ser construidas a partir del mismo bloque de madera, pues la expansión y contracción de la madera —así como la humedad— son características únicas que varían de bloque a bloque.

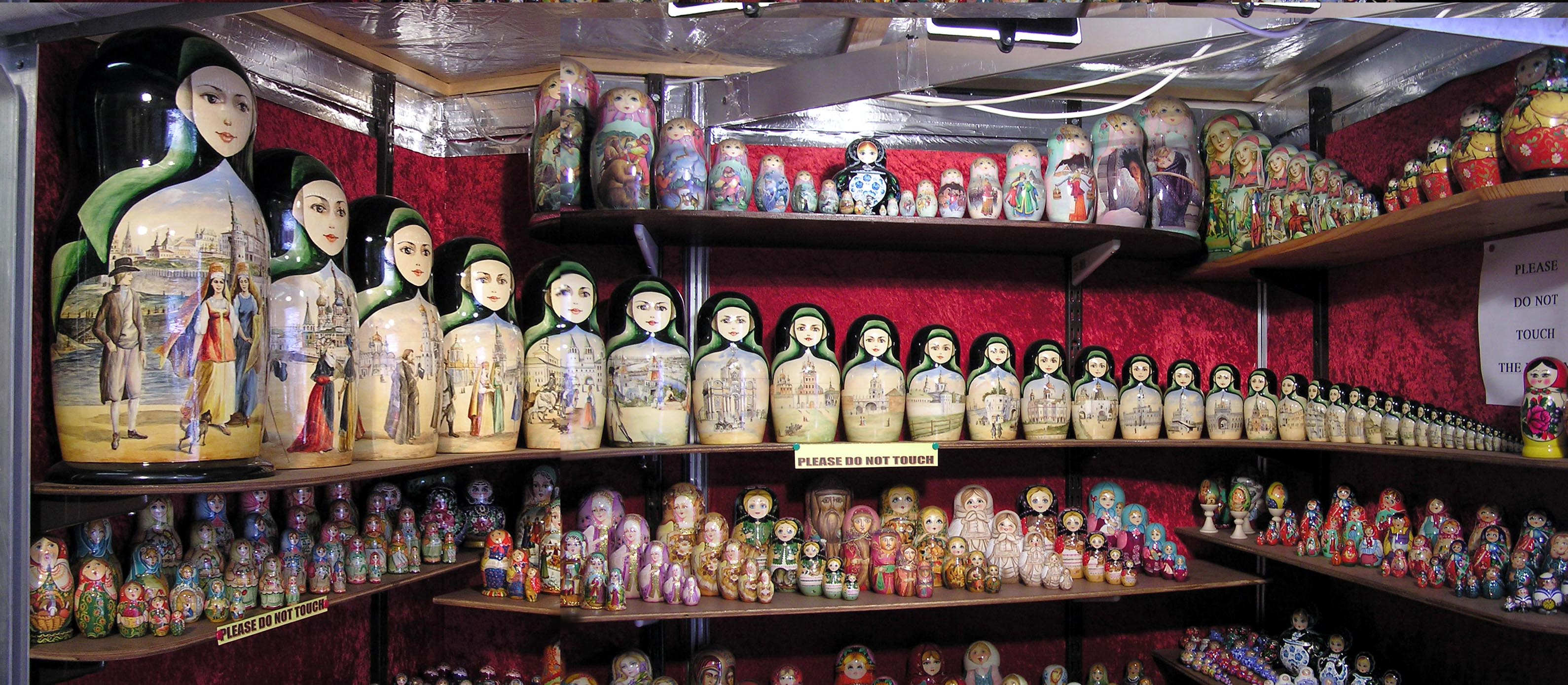
Juego de 37 muñecas expuesto en una tienda en Londres, Inglaterra, Reino Unido.

El trabajo del tallador incluye pocas herramientas, entre las cuales se incluye un torno y cinceles de varios tamaños. La primera figura en ser tallada es la más pequeña, la cual es la única pieza entera y es la que dará a las otras la medida. Luego, la parte inferior de la siguiente parte es tallada, dejando como último trabajo el aro superior que se unirá con la parte superior de la muñeca. El proceso continúa hasta que se hayan concluido todas las muñecas. Una vez que se tiene la parte superior e inferior, se las une sobre la pieza anterior y se la deja secar, esto con el fin de lograr que la unión entre las piezas sea firme. El trabajo de tornear las piezas y lograr que encajen una con otra es bastante dificultoso y requiere mucha habilidad, tomando en cuenta el hecho que no se toman medidas de ninguna clase durante este proceso.
Al finalizar el torneado, la madera es blanca, debido a su procedencia, y es tratada mayormente con aceite para aislar a la madera de los cambios externos de humedad y para que la misma humedad de la madera no escape; luego se aplica una base de pintura y se deja reposar.

## Pintura

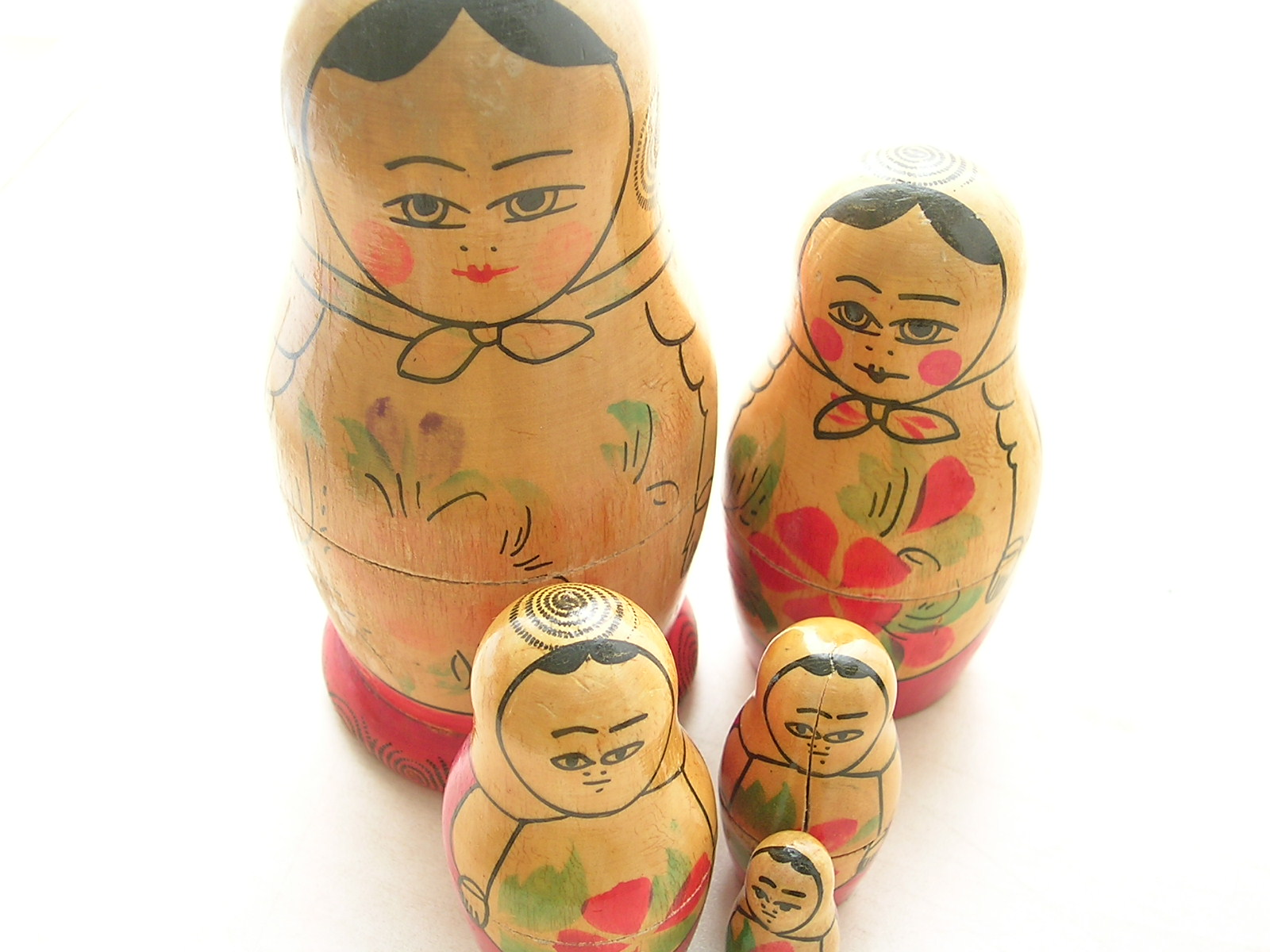
Juego de 5 muñecas.

En un principio, el tallado de las muñecas en sí era mucho más apreciado que la pintura pero a partir de 1980 esta relación ha cambiado, y hoy por hoy la pintura es un factor preponderante a la hora de apreciar una matrioshka.
Las matrioshkas son pintadas mayormente con pinturas al óleo. Si bien existen matrioshkas pintadas con acuarelas, son poco comunes debido a la dificultad que representa el material. Antiguamente las muñecas eran pintadas con gouache, que es una pintura similar a la acuarela pero más opaca; con témperas, pinturas sobre una emulsión de origen animal; y con acuarelas, que constituía un arte bastante difícil de lograr aparte de ser muy costoso.
En su mayoría las matrioshkas se encuentran pintadas por completo, pero algunas dejan madera a la vista, creando así un fondo para el tema que el artista haya decidido usar. Al finalizar la pieza, el artista coloca su firma y la cantidad de piezas en el conjunto en la parte inferior de la muñeca más grande. Para el acabado, se recubren las piezas con laca y en menor medida con cera o barniz.
Los diseños más comunes muestran madres rusas y flores como adornos. Al principio, los diseños que evocan motivos religiosos fueron comunes y resurgieron luego de la reapertura rusa a la religión. Es posible encontrar también que los diseños más detallados y valiosos no contengan rostros.

## Referencias en la cultura

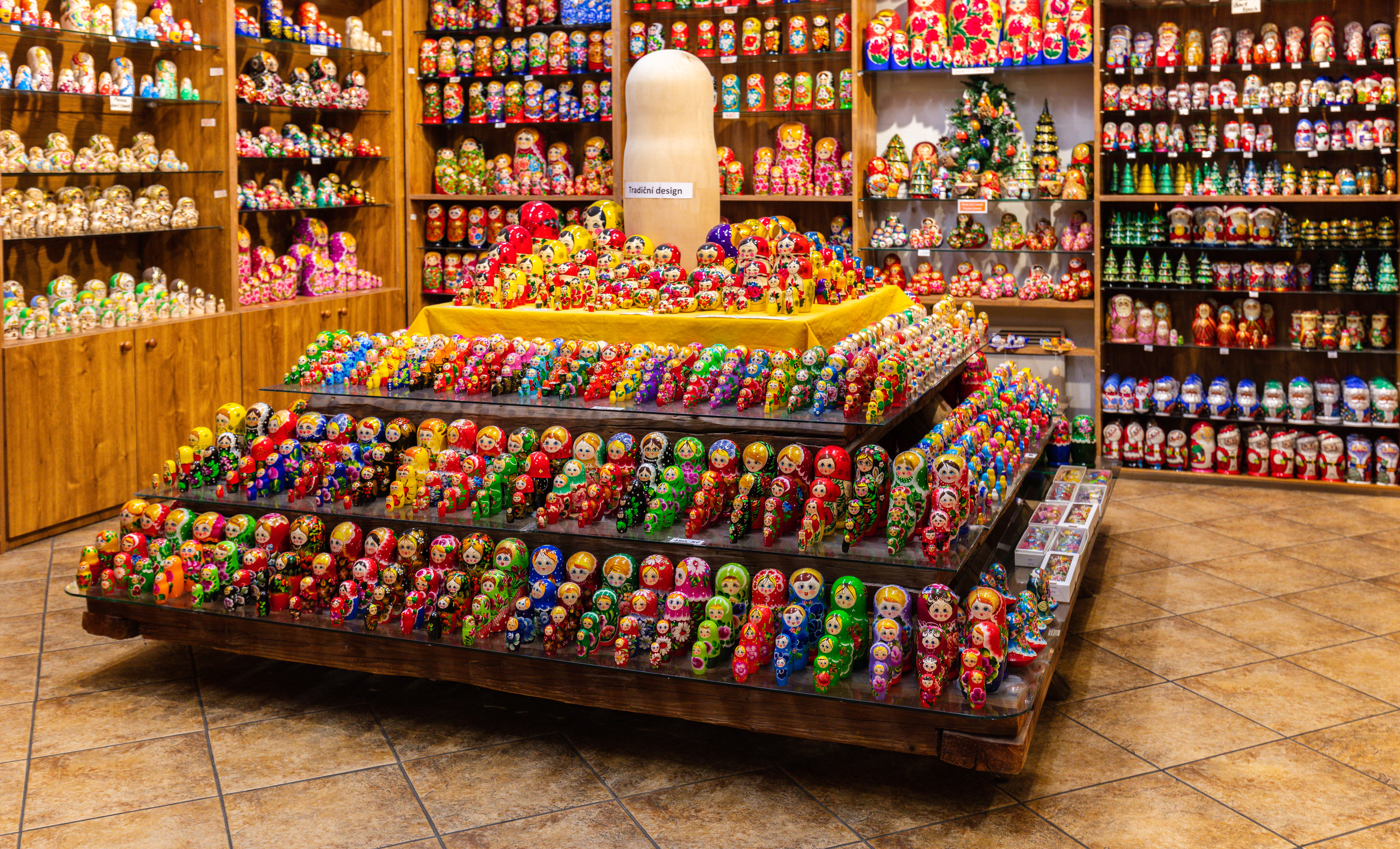
Tienda de matrioshkas en Praga.